# 泰雅圓翅鍬形蟲
泰雅圓翅鍬形蟲（學名：Neolucanus atayal）為鍬形蟲科圓翅鍬形蟲屬下的一個物種。是目前已知台灣同屬鍬形蟲裡體型最小的種類。
泰雅圓翅鍬形蟲分布於台灣中海拔的原始森林，目前沒有觀察到趨光性行為，數量不多，且分布局限，晝行性鍬形蟲。
台灣特有種鍬形蟲，棲息地為新竹縣以及桃園市中海拔山區，本種是於2021年所研究發表命名的新種鍬形蟲。
種名「atayal」為紀念台灣北部山區的原住民-泰雅族中的拉丁化拼音，因本種鍬形蟲的棲息範圍皆為泰雅族的傳統領域。

### 書目
- 張永仁. . 臺灣: 遠流. 2006-06-01 [2006]. ISBN 957-325-783-1 （中文）.（繁體中文）
- 李惠永. . 臺灣: 親親文化. 2004. ISBN 978-986-798-897-3 （中文）.

## 同屬鍬形蟲
- 紅圓翅鍬形蟲
- 泥圓翅鍬形蟲
- 小圓翅鍬形蟲
- 台灣圓翅鍬形蟲
- 大圓翅鍬形蟲
- 泰雅圓翅鍬形蟲